# 韦济伊
韦济伊（法語：Vézilly）是法国皮卡第大区埃纳省的一个市镇，属于蒂耶里堡区费尔昂塔德努瓦县。该市镇2009年时的人口为185人。

## 人口
韦济伊人口变化图示
| 数据来源：INSEE |